# Unterseeboot U-120 (1918)
Pour les autres navires du même nom, voir Unterseeboot 120.
L'Unterseeboot U-120 est un sous-marin de type UE II à long rayon d'action de la Kaiserliche Marine. Le navire a été construit à Hambourg, en Allemagne, par la société Aktiengesellschaft Vulcan et mis à l’eau le 20 juin 1918. Il est commissionné dans la marine impériale allemande le 31 août 1918, avec le capitaine Hans von Mellenthin comme commandant. Il a une courte carrière, n’étant affecté à aucune flottille et ne réussissant pas à attaquer de navires ennemis avant la fin de la Première Guerre mondiale. Il est livré à l’Italie le 22 novembre 1918 et démantelé en avril 1919 à La Spezia.

## Conception
Les sous-marins de type UE II ont été précédés par les sous-marins de type UE I, plus courts. L'U-120 avait un déplacement de 1164 tonnes en surface et de 1512 tonnes en immersion. Le navire avait une longueur hors tout de 81,52 m, un maître-bau de 7,42 m, un tirant d'air de 10,16 m et un tirant d’eau de 4,22 m. Le sous-marin était propulsé par deux moteurs de 2400 ch (1800 kW) en surface et deux moteurs de 1200 ch (880 kW) en immersion. Il avait deux arbres d'hélice et deux hélices de 1,61 m de diamètre. Il était capable d’opérer à des profondeurs allant jusqu’à 75 m.
La vitesse maximale du sous-marin était de 14,7 nœuds (27,2 km/h) en surface et de 7 nœuds (13 km/h) en immersion. Il pouvait parcourir 13900 milles marins (25700 km) à 8 nœuds (15 km/h) en surface et 35 milles marins (65 km) à 4,5 nœuds (8,3 km/h) en immersion. L'U-120 était armé de quatre tubes lance-torpilles de 50 centimètres installés à l’avant avec quatorze torpilles, deux goulottes pour mines de 100 centimètres installées à l’arrière avec quarante-deux mines, et un canon de pont de 15 cm SK L/45 avec 494 obus. Il avait un équipage de quarante hommes, trente-six matelots et quatre officiers.

## Commandants
- Kapitänleutnant Hans von Mellenthin[3] : du 31 août au 11 novembre 1918